# Алексеевка (Хабарский район)
Алексе́евка — посёлок в Хабарском районе Алтайского края России. Входит в состав Утянского сельсовета.

## История
Основан в 1905 году. В 1928 году состоял из 71 хозяйства, основное население — русские. В административном отношении посёлок находился в составе Хабаровского сельсовета Хабаровского района Славгородского округа Сибирского края.

## Население
| 1997 | 1998 | 1999 | 2000 | 2001 | 2002 | 2003 |
| ---- | ---- | ---- | ---- | ---- | ---- | ---- |
| 146  | ↗150 | ↗163 | ↘152 | ↗163 | ↘158 | ↘155 |
| 2004 | 2005 | 2006 | 2007 | 2008 | 2009 | 2010 |
| ↘152 | ↗162 | ↗165 | ↗168 | ↘165 | ↘152 | ↗167 |
| 2011 | 2012 | 2013 |      |      |      |      |
| ↗170 | ↘168 | ↘165 |      |      |      |      |

## Улицы
- ул. Калинина,
- ул. Новая,
- ул. Фрунзе.